# 1920 a vasúti közlekedésben
Ez a szócikk a 1920-ban történt vasúti eseményeket mutatja be.

## Események Magyarországon
- Április 1. – július 1. - A repartíciós bizottság felosztja az Osztrák–Magyar Monarchia vasúti járműparkjának egy részét az utódállamok között.[1]